# Campeonato Sudamericano de Clubes de Rugby 1987
El  Campeonato Sudamericano de Clubes de Rugby de 1987 fue la tercera edición del torneo sudamericano de rugby de clubes campeones.

## Participantes
| Liga                               | Ganador             |
| ---------------------------------- | ------------------- |
| Torneo de la URBA 1986             | Banco Nación        |
| Campeonato Central de Rugby 1986   | Old Boys            |
| Campeonato Paraguayo de Rugby 1986 | CURDA               |
| Campeonato Uruguayo de Rugby 1986  | Old Christians Club |

## Desarrollo

### Semifinales
| 16 de enero de 1987 | Banco Nación | 59 - 7 | CURDA |  |  |

| 16 de enero de 1987 | Old Christians Club | 7 - 3 | Old Boys |  |  |

#### Tercer puesto
| 17 de enero de 1987 | Old Boys | 25 - 16 | CURDA |  |  |

#### Final
| 17 de enero de 1987 | Banco Nación | 32 - 22 | Old Christians Club |  |  |

| Bandera de Argentina |
| Campeón Banco Nación |
| Primer título        |